# Benetton B197

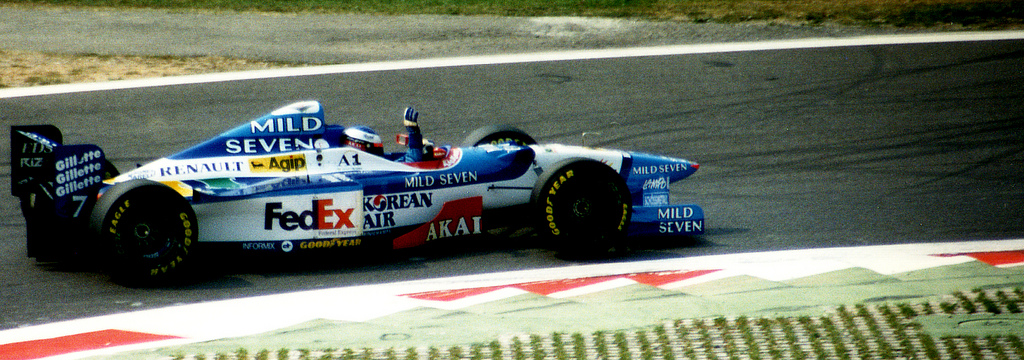
Jean Alesi con la B197 al Gran Premio d'Italia 1997.

La Benetton B197 è una monoposto di Formula 1, utilizzata dal team Benetton Formula durante la stagione 1997.
Fu pilotata da Jean Alesi e Gerhard Berger, sostituito per problemi fisici da Alexander Wurz per tre Gran Premi, e progettata Nick Wirth e Rory Byrne, che aveva però lasciato la scuderia nel 1996 a progetto ultimato. Questa fu l'ultima vettura Benetton ad ottenere una vittoria, con Berger al Gran Premio di Germania, ma non poté mai seriamente lottare per la conquista del titolo mondiale, concludendo il campionato costruttori al terzo posto.

## La vettura

### Caratteristiche tecniche
L'auto era lo sviluppo delle precedenti B195 e B196 e manteneva inalterata la parte anteriore della vettura, che venne però snellita, e le fiancate. Le modifiche riguardarono soprattutto l'abitacolo e la parte posteriore, al fine di migliorare l'aerodinamica del mezzo, ma i tecnici non riuscirono a realizzare al meglio la parte centrale della vettura che risultava molto più ampia rispetto a quella della rivale Williams. A causa della conformazione del retrotreno venne quindi utilizzato un nuovo tipo di sospensione.
Il principale difetto della vettura riguardava appunto l'aerodinamica, infatti si aveva un consumo di gomma anomalo con conseguente peggioramento delle prestazioni e difficoltà a portare gli pneumatici in temperatura. Inoltre la B197 riusciva a ottenere prestazioni ottimali solo in tracciati che avessero lunghi rettilinei e una parte lenta, mentre negli altri circuiti si trovava spesso in difficoltà.
Anche il motore si distingueva dal precedente: anzitutto era più leggero, di 11 chili, aveva un baricentro abbassato e poteva sprigionare una potenza maggiore.
Il cambio rimase, invece, quasi inalterato; l'unica differenza riguardò il ritorno dalle sette alle sei marce.

### Livrea
Per il 1997 la Benetton mantenne i suoi colori tradizionali (azzurro e bianco), ma si registrò l'arrivo di molti nuovi sponsor, tra cui Agip, Akai, Korean Air, Gillette e A1, che permisero di implementare il budget a disposizione della scuderia italiana, portandolo a 91 miliardi di lire. Inoltre, per la prima volta, comparve il marchio Benetton sulle vetture del team.

## Presentazione
Nonostante la B197 fosse scesa in pista agli inizi di gennaio la versione definitiva venne presentata solo il 23 gennaio al Planet Hollywood di Londra. La cerimonia attirò moltissimi giornalisti da molti Paesi del mondo. Entrambi i piloti si dichiararono molto soddisfatti e Berger ipotizzò anche che il team italiano avrebbe potuto lottare per il mondiale, mentre Flavio Briatore affermò che le favorite erano Ferrari e Williams.

## Carriera agonistica

### Test invernali
La prima uscita in pista della B197 avvenne, seppur in una versione non ancora definitiva, la seconda settimana di gennaio sul tracciato di Jerez de la Frontera con Berger, che ottenne un tempo migliore di Alesi, alla guida di una B196. Il 17 gennaio, poi, il pilota austriaco fece segnare il nuovo record del circuito. Il team italiano tornò in seguito a provare sul tracciato spagnolo ed entrambi i piloti ottennero tempi lusinghieri, ma la vettura fece anche registrare alcuni problemi di affidabilità, soprattutto durante le prove svoltasi all'Estoril le settimane successive.

### La stagione
Il primo Gran Premio della stagione vide le vetture della Benetton in difficoltà durante le qualifiche a causa di un errore dei tecnici nel valutare correttamente l'altezza da terra della vettura. Sistemato l'errore, durante la gara, i due piloti rimontarono varie posizioni e Alesi sarebbe potuto salire anche sul podio se avesse visto il cartello esposto dai meccanici che lo richiamavano ai box. Risultati migliori vennero invece ottenuti in Brasile con Berger che riuscì a concludere al secondo posto e il compagno di squadra sesto.
Risultati rilevanti non vennero poi ottenuti fino al Gran Premio di Spagna che Alesi concluse al terzo posto. Da qui in poi si ebbe un crescendo di prestazioni culminate con la vittoria al Gran Premio di Germania di Berger che nella stessa gara conquistò anche la pole position e il giro più veloce in gara.

Nel finale di stagione Alesi ottenne un'altra pole position a Monza, dove concluse secondo, risultato replicato anche al Gran Premio di Lussemburgo.
La vettura nel complesso si dimostrò meno veloce della McLaren MP4/12, ma fu la sua maggiore affidabilità che le consentí di ottenere risultati più regolari, confermando il terzo posto in classifica finale con 67 punti totali, solo uno in meno dell'anno prima.

## Risultati completi
Legenda: (I risultati in grassetto indicano la Pole Position; quelli in corsivo indicano i giri più veloci in gara.)
| Anno | Vettura | Motore      | Gomme | Piloti |     |   |   |     |     |    |     |     |   |   |    |   |   |     |   |   |    |  |  |  |  |  |  |  | Punti | Pos. |
| ---- | ------- | ----------- | ----- | ------ | --- | - | - | --- | --- | -- | --- | --- | - | - | -- | - | - | --- | - | - | -- |  |  |  |  |  |  |  | ----- | ---- |
| 1997 | B197    | Renault V10 | G     | Alesi  | Rit | 6 | 7 | 5   | Rit | 3  | 2   | 5   | 2 | 6 | 11 | 8 | 2 | Rit | 2 | 5 | 13 |  |  |  |  |  |  |  | 67    | 3º   |
| 1997 | B197    | Renault V10 | G     | Berger | 4   | 2 | 6 | Rit | 9   | 10 |     |     |   | 1 | 8  | 6 | 7 | 10  | 4 | 8 | 4  |  |  |  |  |  |  |  | 67    | 3º   |
| 1997 | B197    | Renault V10 | G     | Wurz   |     |   |   |     |     |    | Rit | Rit | 3 |   |    |   |   |     |   |   |    |  |  |  |  |  |  |  | 67    | 3º   |